# Klaus Schwanke
Klaus Schwanke (* 4. September 1938) ist ein ehemaliger deutscher Fußballspieler. In den 1950er und 1960er Jahren spielte er für den SC Rotation Leipzig und den SC Turbine Erfurt in der DDR-Oberliga, der höchsten Spielklasse im DDR-Fußball. Schwanke ist mehrfacher Junioren-Nationalspieler.

## Sportliche Laufbahn
Als Juniorenspieler des SC Rotation Leipzig gehörte Klaus Schwanke von 1956 bis 1957 zum Kader der DDR-Juniorennationalmannschaft. Mit ihr bestritt er sechs Länderspiele, darunter auch zwei beim UEFA-Juniorenturnier 1957 in Spanien. In seinen Länderspielen wurde Schwanke stets als linker Verteidiger eingesetzt.
1957 gab Schwanke auch sein Debüt in der Oberligamannschaft des SC Rotation Leipzig. Er bestritt zunächst die ersten drei Punktspiele der Saison, in denen er ebenfalls als linker Abwehrspieler aufgeboten wurde. Danach kam er erst wieder in der Rückrunde zum Einsatz, dann aber regelmäßig und als Außenstürmer, rechts wie links. Am 17. Spieltag schoss er sein erstes Oberligator. Den 1957er Trend konnte Schwanke 1958 nicht bestätigen, denn er wurde in dieser Spielzeit nur sporadisch in sieben Oberligaspielen eingesetzt. Er wurde deshalb zur Saison 1959 zur BSG Stahl Hettstedt abgegeben, die in der fünftklassigen Bezirksklasse spielte. 1960 wechselte er zum Oberligaabsteiger SC Turbine Erfurt in die DDR-Liga, wo er mit 14 Punktspieleinsätzen (von 26) und drei Toren am Wiederaufstieg beteiligt war.
1961 wurde der DDR-Fußball vom Kalenderjahr- auf den Sommer-Frühjahr-Rhythmus umgestellt. Dazu waren in der Oberliga 39 Punktspiele vom März 1961 bis zum Juni 1962 erforderlich. Der SC Turbine behielt Schwanke auch für die Oberliga, der sich dort für zwei Spielzeiten zu einem Stammspieler entwickelte. Während er 1961/62 neun Punktspiele versäumte (3 Tore), fehlte er 1962/63 nur zweimal. Nachdem er in seiner ersten Erfurter Oberligasaison als Linksaußenstürmer eingesetzt worden war, spielte er danach als rechter Verteidiger. Zu Beginn der Saison 1963/64 absolvierte Schwanke die ersten vier Oberligaspiele, verletzte sich aber am vierten Spieltag so schwer, dass er ein halbes Jahr aussetzen musste. In der Rückrunde der Saison kam er noch dreimal in der Oberliga zum Einsatz, danach musste er 25-jährig seine Oberligakarriere beenden. In seinen fünf Oberligaspielzeiten hatte er es auf insgesamt 82 Einsätze gebracht, 20 für den SC Rotation Leipzig (1 Tor) und 61 für den SC Turbine Erfurt (3 Tore).
Zwischen 1966 und 1970 spielte Schwanke für den DDR-Ligisten Motor Eisenach. Von den in dieser Zeit in der DDR-Liga ausgetragenen 120 Punktspielen bestritt er 105 Partien und schoss ein Tor.